# ديماس (عمارة)

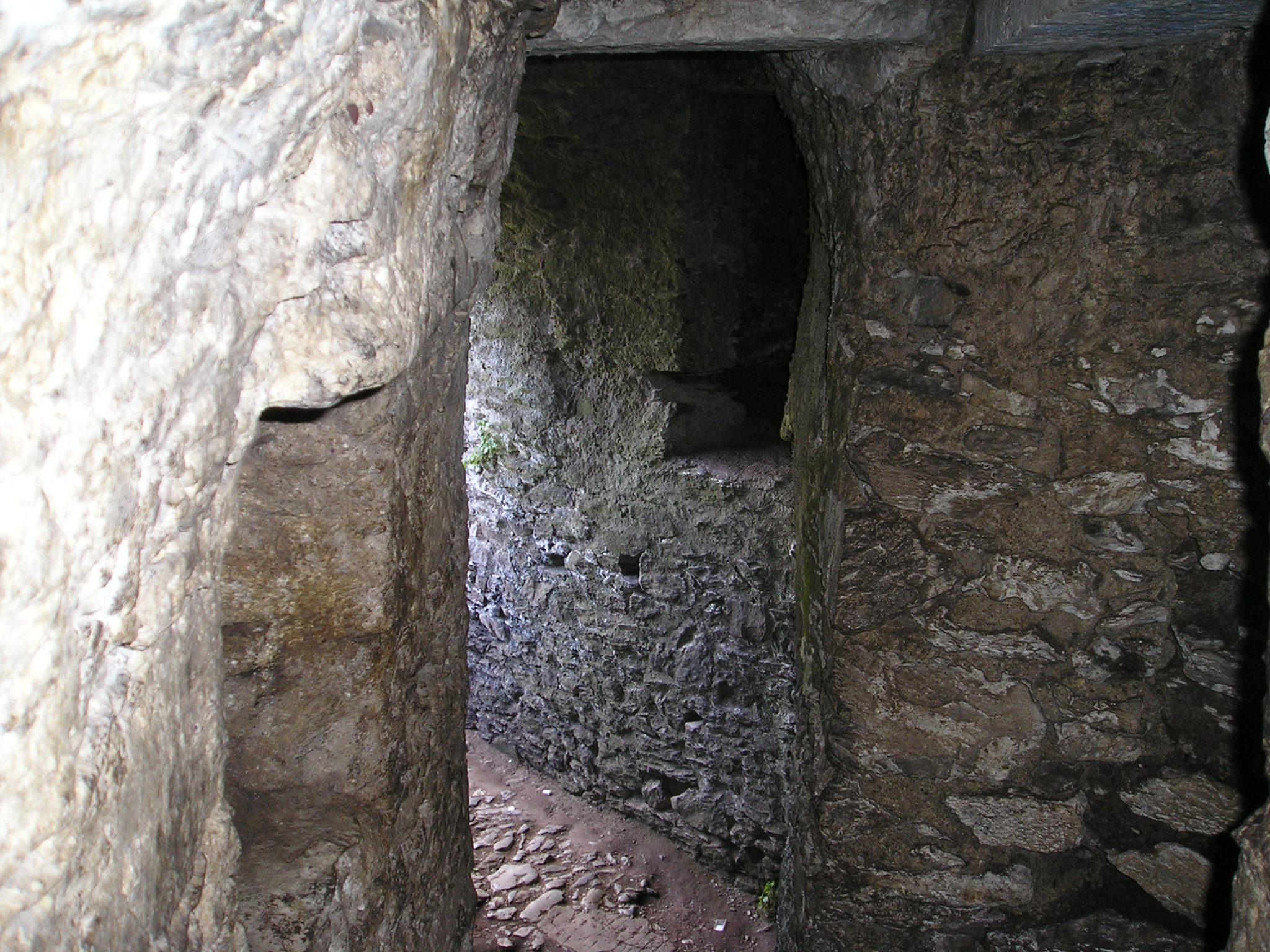
دياميس قلعة بلارني في إيرلندا.

الدَّيماس غرفة أو زنزانة حيث يتم احتجاز السجناء فيها، وخاصة تحت الأرض. وعادة ما ترتبط الدياميس مع قلاع القرون الوسطى، وعلى الرغم من ارتباطها أكثر مع التعذيب في عصر النهضة. وبعض أشكال الدياميس كان لا يمكن الوصول إليها إلا من فتحة في سقف مرتفع.

## المعنى
دِيمَاس  جمعها دَيَامِيس أو دَمَامِيس تعني دامس بمعنى شديد الظلام، ويقصد بها كل مكان مظلم تحت الأرض، وقد يُقصد به السجون العميقة في الأرض خصوصاً، كما جاء في بعض المعاجم بمعنى حمّام. يعود أصل الكلمة حسب الدكتور حسن ظاظا إلى الكلمة اليونانية ديموسيون (Dimosion) أي السجن، حيث كانت عادتهم أن يجعلوه جبّاً مظلماً في بطن الأرض.

## لمحة تاريخية
كان تواجد السجون في القلاع الاسكتلندية أكثر شيوعاً منه في الإنجليزية، ولم يكن الحبس عقوبة معتادة في في القرون الوسطى، حيث استُخدمت السجون لإبقاء المساجين بانتظار محاكمتهم أو تنفيذ العقوبة عليهم، أو لأسباب سياسية. المساجين النبلاء لا يوضعون عادة في الدياميس، بل كانوا يعيشون في مساكن مريحة من القلاع. وبرج لندن في إنجلترا مشهور بكونه سجن للمحتجزين السياسيين.
وكان لبعض حكام المسلمين سجون تسمى ديماساً لشدة ظلمتها مثل ديماس الحجاج بن يوسف.